# Viscount Clifden
Viscount Clifden, of Gowran in the County of Kilkenny, war ein erblicher britischer Adelstitel in der Peerage of Ireland.

## Verleihung und nachgeordnete Titel
Der Viscounttitel wurde am 12. Juni 1781 für den irischen Politiker James Agar, 1. Baron Clifden, geschaffen. Diesem war bereits am 27. Juli 1776, ebenfalls in der Peerage of Ireland, der fortan nachgeordnete Titel Baron Clifden, of Gowran in the County of Kilkenny, verliehen worden.
Dessen Sohn, der 2. Viscount, erbte 1820 auch den fortan nachgeordneten Titel Baron Mendip, of Mendip in the County of Somerset, der am 13. August 1794 dem Bruder seiner Großmutter väterlicherseits, Welbore Ellis, 1. Baron Mendip (1713–1802), mit einer entsprechenden besonderen Erbregelung zu seinen Gunsten verliehen worden war.
Da dessen Sohn, der 2. Viscount, seinen Sohn George Agar-Ellis, 1. Baron Dover († 1833), überlebte, fielen die Titel beim Tod des 2. Viscounts, 1836, an seinen Enkel als 3. Viscount, der beim Tod seines Vaters bereits dessen Titel als 2. Baron Dover, of Dover in the County of Kent, geerbt hatte, der diesem am 20. Juni 1831 in der Peerage of Great Britain verliehen worden war.
Beim Tod von dessen jüngerem Sohn, dem 5. Viscount, am 10. September 1899, erlosch die Baronie Dover, und die drei übrigen Titel fielen an dessen Cousin zweiten Grades als 6. Viscount. Dieser hatte bereits 1882 von seinem Vater den Titel 2. Baron Robartes, of Lanhydrock and of Truro in the County of Cornwall, geerbt hatte, der diesem am 13. Dezember 1869 in der Peerage of the United Kingdom verliehen worden war. 
Die Viscountcy Clifden sowie die Baronien Clifden und Robartes erloschen beim Tod von dessen jüngerem Sohn, dem 8. Viscount, am 22. Dezember 1974. Die Baronie Mendip fiel indessen an Shaun Agar, 6. Earl of Normanton, als 9. Baron.

## Liste der Viscounts Clifden (1781)
- James Agar, 1. Viscount Clifden (1735–1788)
- Henry Ellis, 2. Viscount Clifden (1761–1836)
- Henry Agar-Ellis, 3. Viscount Clifden (1825–1866)
- Henry Agar-Ellis, 4. Viscount Clifden (1863–1895)
- Leopold Agar-Ellis, 5. Viscount Clifden (1829–1899)
- Thomas Agar-Robartes, 6. Viscount Clifden (1844–1930)
- Francis Agar-Robartes, 7. Viscount Clifden (1883–1966)
- Arthur Agar-Robartes, 8. Viscount Clifden (1887–1974)